# Лажеду-ду-Табокал
Лажеду-ду-Табокал (порт. Lajedo do Tabocal)  —  муниципалитет в Бразилии, входит в штат Баия. Составная часть мезорегиона Юго-центральная часть штата Баия. Входит в экономико-статистический микрорегион Жекие. Население составляет 9284 человека на 2006 год. Занимает площадь 423,785 км². Плотность населения — 21,9 чел./км².

## История
Город основан 13 июня 1989 года.

## Статистика
- Валовой внутренний продукт на 2003 год составляет 22 411 889,00 реалов (данные: Бразильский институт географии и статистики).
- Валовой внутренний продукт на душу населения на 2003 год составляет 2564,29 реала (данные: Бразильский институт географии и статистики).
- Индекс развития человеческого потенциала на 2000 год составляет 0,624 (данные: Программа развития ООН).